# Juli Montà
Juli Montà (en llatí Julius Montanus) era un romà de rang senatorial que no exercia cap càrrec i que un dia a la nit en una de les seves borratxeres nocturnes va ser assaltat inesperadament per un grup on hi havia el mateix emperador Neró al que no va reconèixer. Montà es va defensar i va fer caure a Neró i llavors el va reconèixer i va demanar perdó. Neró el va obligar a suïcidar-se perquè no pogués presumir de la trobada.